# Volkswagen Lamando
O Volkswagen Lamando (em chinês:  大众凌渡, transl. Dàzhòng Língdù) é um sedã do segmento C fabricado pela Volkswagen por meio de sua joint venture SAIC Volkswagen na China. Ele estreou no Salão do Automóvel de Chengdu em agosto de 2014 e foi lançado na China em novembro de 2014. O Lamando é posicionado como a versão mais sofisticada do Sagitar (Jetta fora da China) no país, como é o caso do Volkswagen CC para o Passat.

## Primeira geração (2014)
O Lamando de primeira geração é equipado com um motor a gasolina turboalimentado de 1,4 litro que produz 150 cv e 25 kg⋅m (250 N⋅m) de torque acoplado a uma caixa de câmbio DSG de 7 velocidades como a única transmissão oferecida para o veículo. O Lamando é capaz de fazer uma aceleração de 0 a 100 km/h em 8,5 segundos e tem uma velocidade máxima de 210 km/h. Apenas tração dianteira está disponível. Os freios a disco nas 4 rodas e a direção assistida eletricamente são padrão. A suspensão é independente MacPherson na frente e uma suspensão independente de quatro braços na traseira.

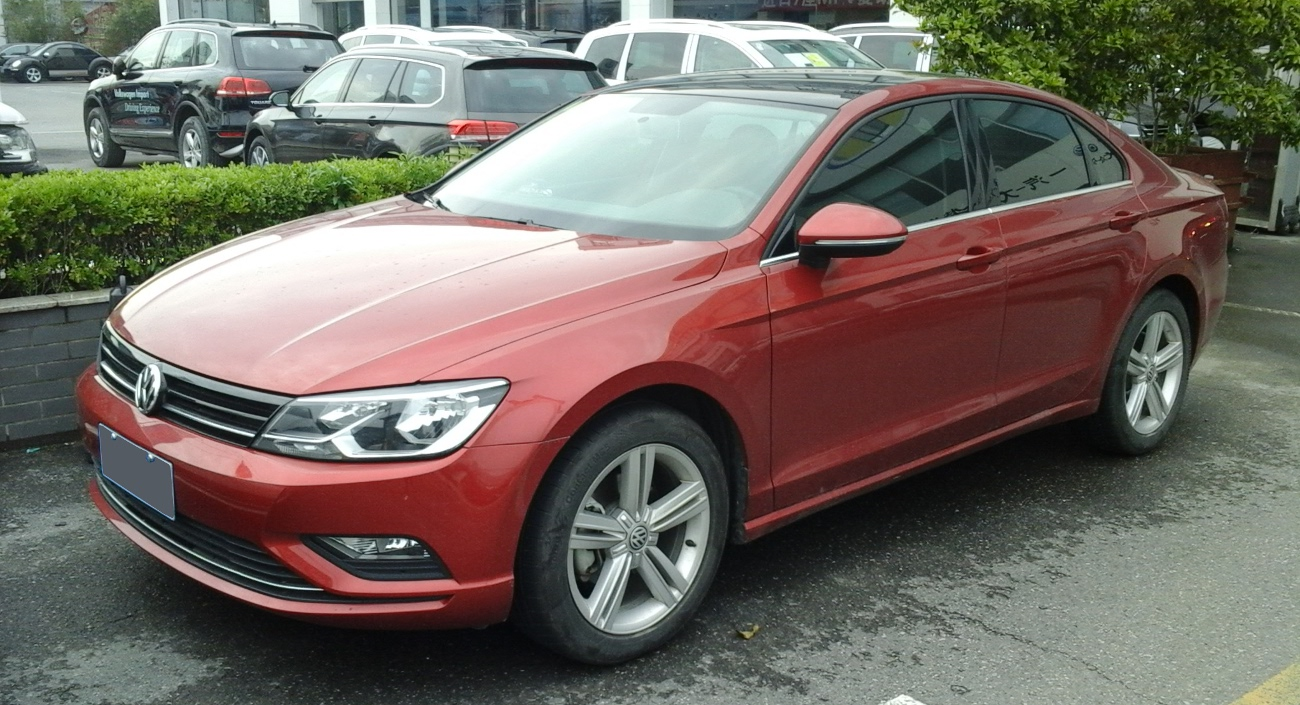
Vista dianteira do Volkswagen Lamando
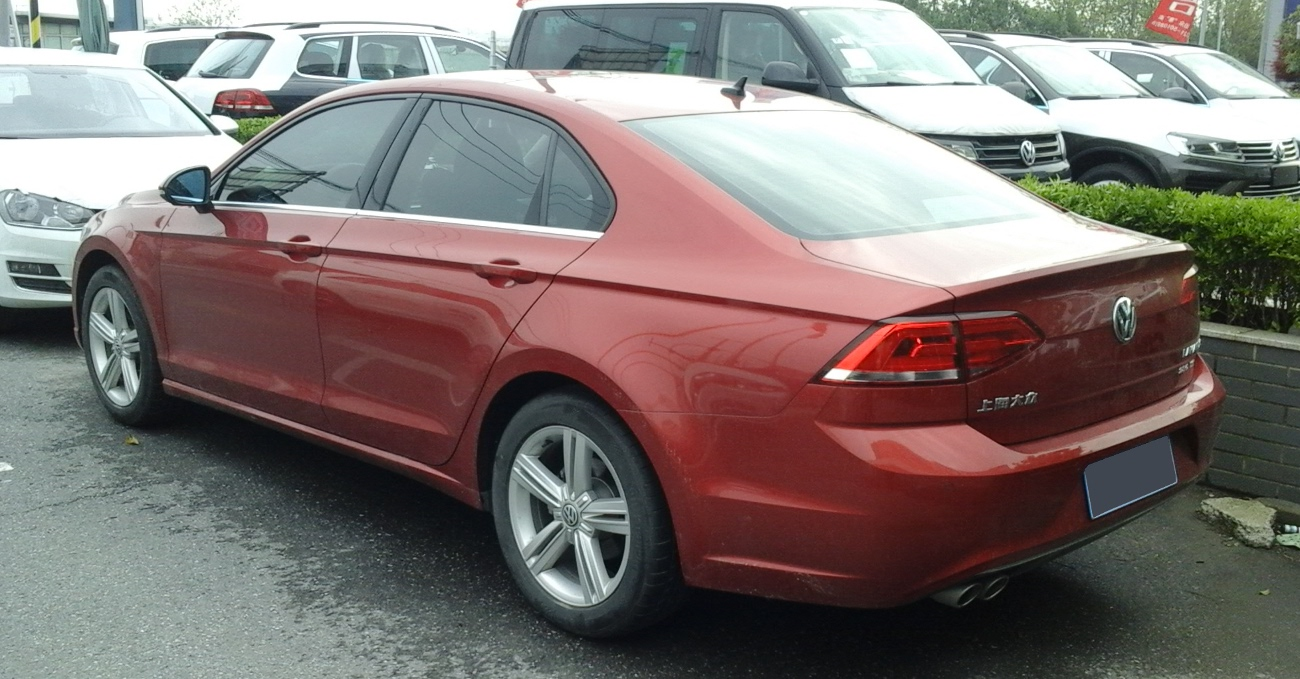
Vista traseira do Volkswagen Lamando
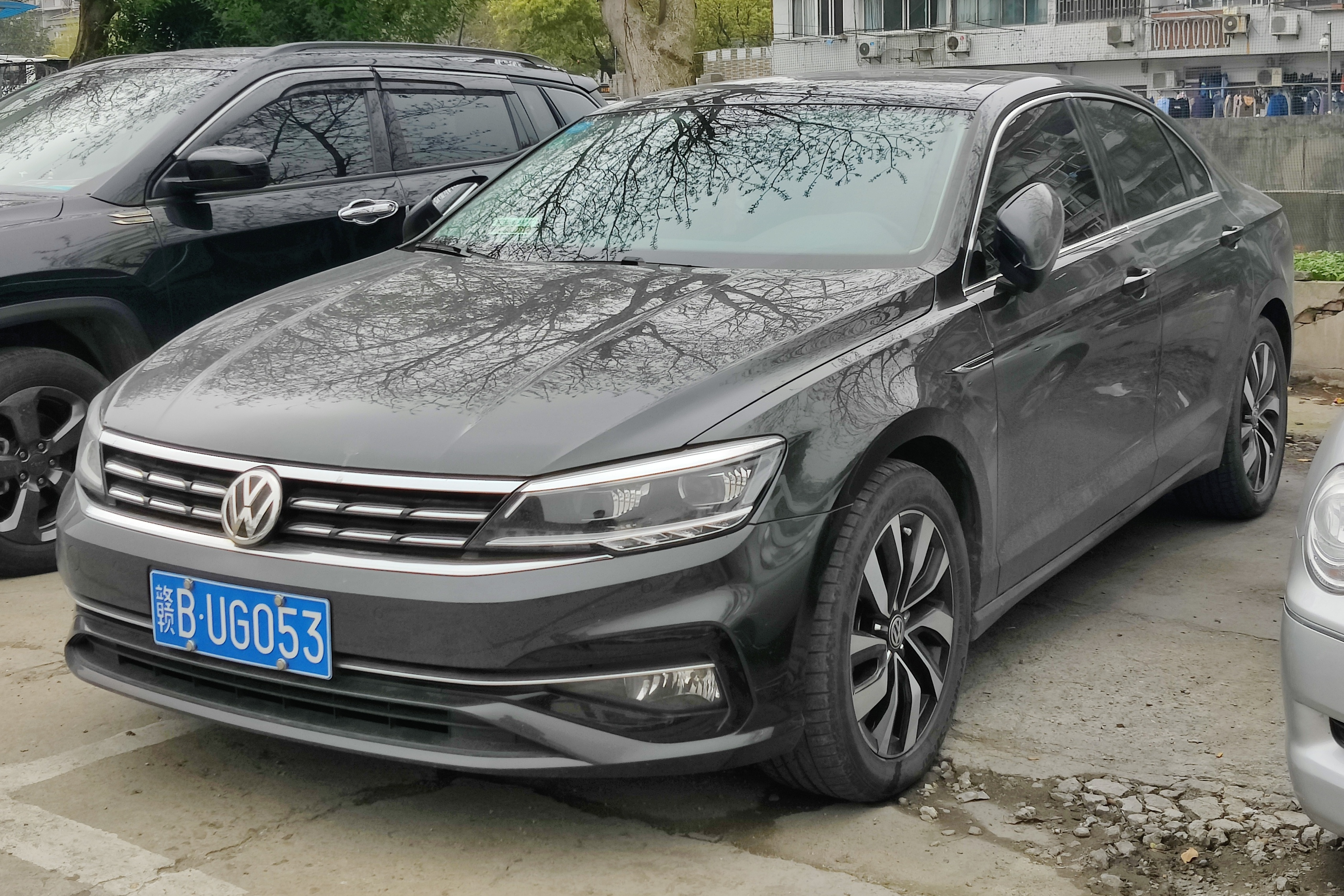
Volkswagen Lamando após o facelift

### Mercados de exportação
O Lamando é exportado para as Filipinas desde 2018.

### Lamando GTS
Em abril de 2016, um acabamento GTS mais esportivo foi lançado com atualizações cosméticas e o motor turbo de 2 litros do Golf GTI produzindo 220 cv e 36 kg⋅m (350 N⋅m) de torque, acoplado a uma caixa de câmbio DSG de 7 velocidades com embreagem úmida. Em termos de estilo, vários recursos de design foram aprimorados no GTS, incluindo o para-choque dianteiro com entradas de ar extragrandes e a grade superior com uma faixa vermelha semelhante à do GTI e grades em formato de favo de mel. O Lamando foi usado na versão chinesa do Top Gear como parte do segmento Star in a Reasonably Priced Car na segunda temporada, substituindo o Ford Focus.

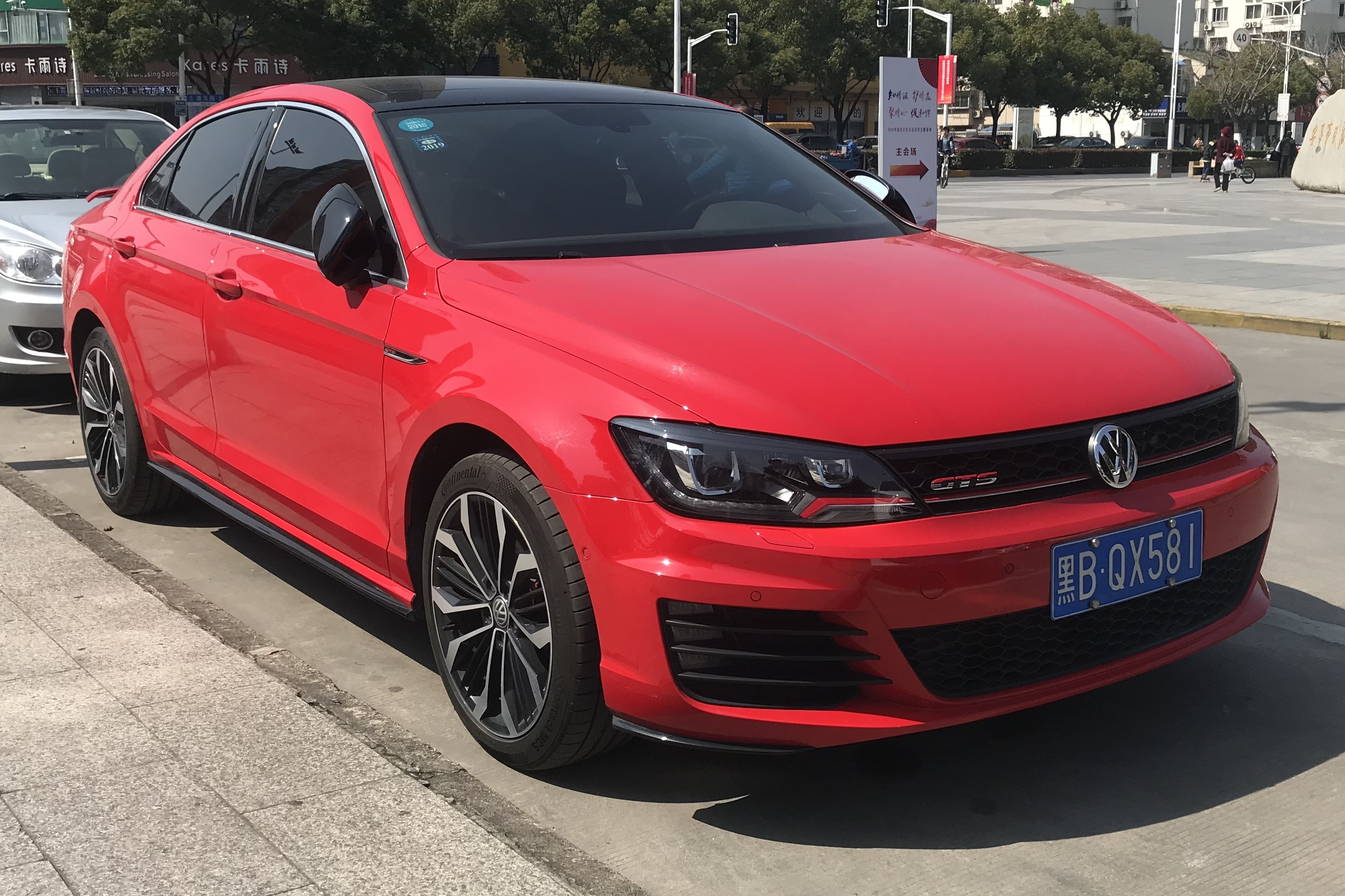
Lamando GTS
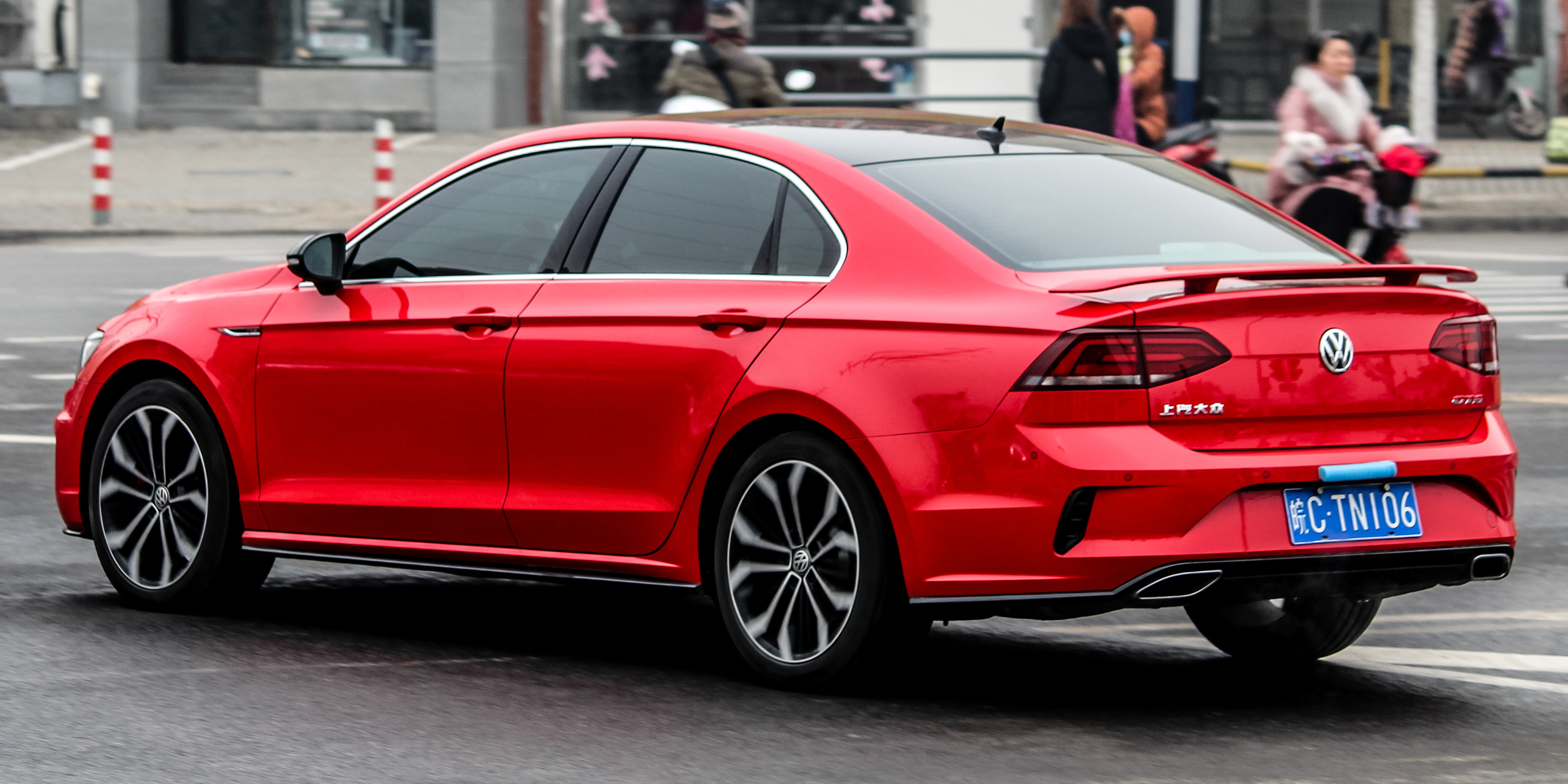
Lamando GTS

## Segunda geração (2022)
O Lamando de segunda geração foi lançado em janeiro de 2022. Comercializado como Lamando L, o modelo de segunda geração apresenta a linguagem de design atualizada da Volkswagen com dicas de design tiradas de modelos recentes da Volkswagen. O modelo de segunda geração continua a ser equipado com o motor a gasolina turboalimentado de 1,4 litro produzindo 152 cv.

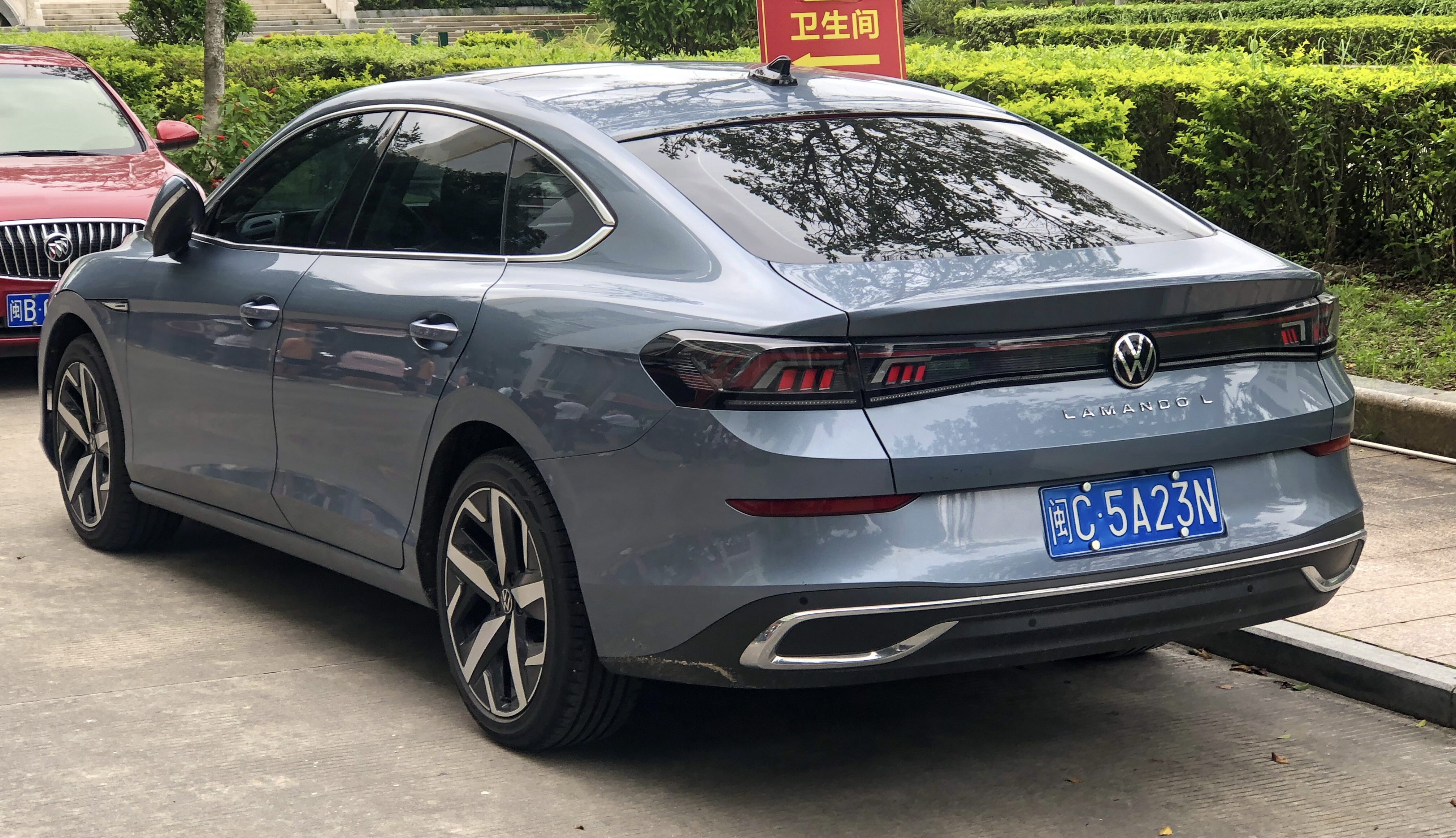
Traseira
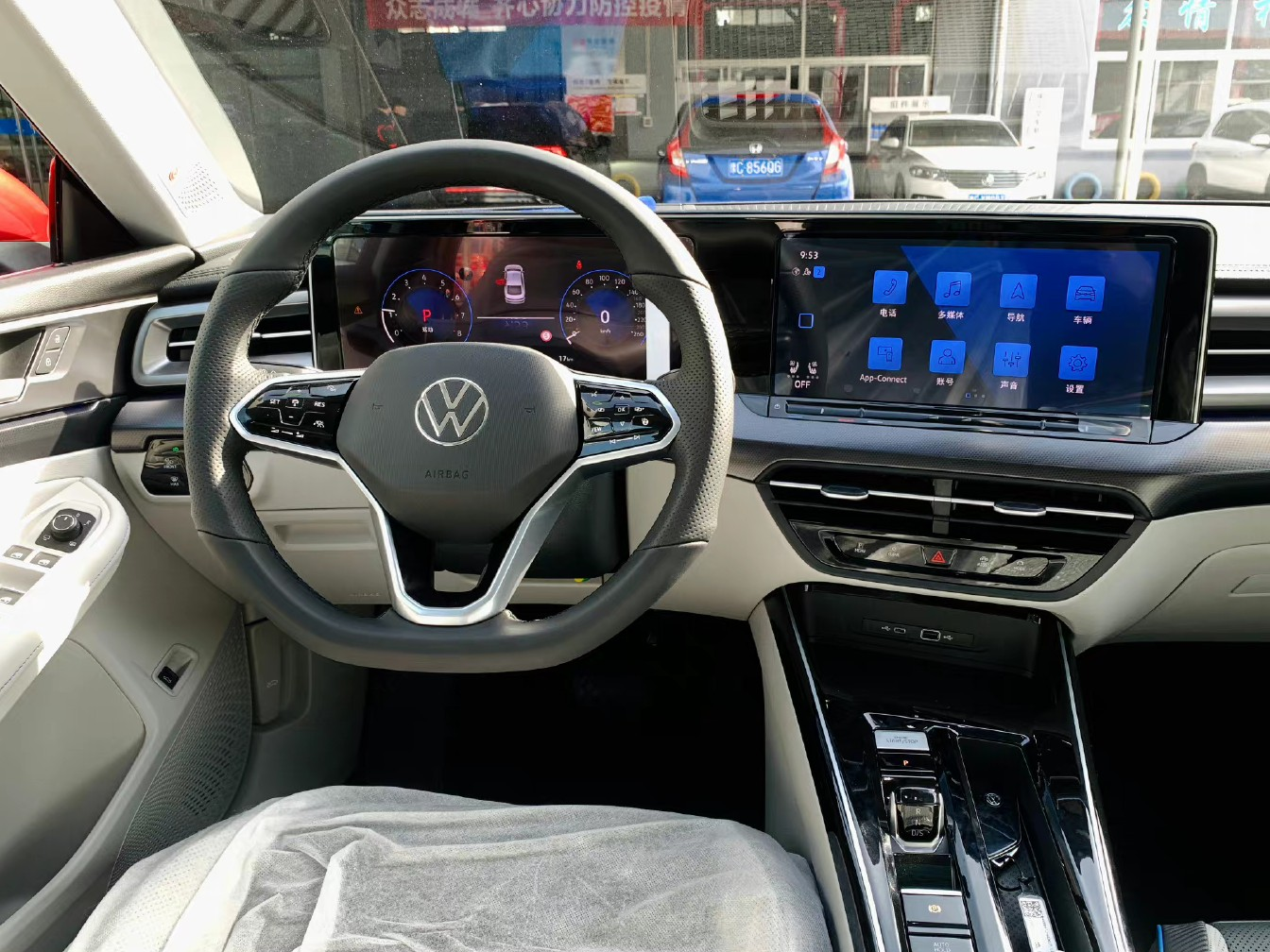
Interior

## Produção
| Ano  | Produção |
| ---- | -------- |
| 2014 | 3.080    |
| 2015 | 103.573  |
| 2016 | 146.285  |
| 2017 | 138.943  |
| 2018 | 141.076  |
| 2019 | 92.903   |
| 2020 | 65.730   |
| 2021 | 58.551   |
| 2022 | 99.966   |
| 2023 | 106.023  |